# Західна Бекаа
Західна Бекаа (араб. قضاء البقاع الغربي‎‎‎‎) — один з 25 районів Лівану, входить до складу провінції Бекаа. Адміністративний центр — м. Джуб-Джаннін. На заході межує з районами Алей, Шуф та Джеззін, на півдні — з районом Хасбайя, на сході — з районом Рашайя, на півночі — з районом Захле. Населення міста 56 000 мешканців, що еквівалентно 1,3% від загальної чисельності населення Лівану. Район налічує 35 міст та 28 муніципалітетів.
| Ліван | Це незавершена стаття з географії Лівану. Ви можете допомогти проєкту, виправивши або дописавши її. |